# ليموريات
الليموريات فصيلة من السعالي البدائية تعود أصولها لمدغشقر، وواحدة من خمس فصائل تعرف بشكل شائع بالليمورات.